# Zera
Zera, pseudonimo di Marina Pezerović (in serbo Марина Пезеровић?; Feldkirch, 16 dicembre 2002), è una cantante e rapper austriaca naturalizzata serba.

## Biografia
Zera è nata e cresciuta in Austria, poiché i suoi genitori, originari di Novi Sad, si sono trasferiti nella provincia del Vorarlberg nel 1989. Quest'ultimi tutt'oggi vivono e lavorano nel luogo precitato, mentre la cantante si è trasferita a Belgrado al compimento della maggiore età.
Ha sviluppato la sua passione per la musica sin da giovane e ha iniziato a suonare il pianoforte e la chitarra quando frequentava la scuola elementare. Si è diplomata alla scuola di musica di Dornbirn e spesso ha presenziato ai festival come artista principale prima dei concerti. Ad esempio, si è esibita davanti a circa 8 mila persone in quanto gruppo di apertura sul Lago di Costanza. In quel periodo Zera cantava esclusivamente in inglese.

## Carriera
La sua carriera è iniziata quando ha cominciato a pubblicare cover di musicisti serbi sui suoi social network. Zera ha pubblicato una cover della canzone Ragga Session di Rasta sul suo account Instagram, la quale è stata condivisa proprio dal cantante stesso. Riuscendo quindi a catturare l'attenzione dell'artista precitato, si è trovata improvvisamente sotto i riflettori e ha incuriosito il pubblico come vari musicisti serbi. È stata successivamente contattata da Marko Panić, fratello del noto rapper serbo Nucci e membro della casa discografica Generacija Zed, iniziando così la collaborazione con quest'ultima.
Ha acquisito maggiore notorietà dopo la pubblicazione di Do zore, canzone scritta da lei stessa e contenente parti in lingua tedesca. Quest'ultima, oltre ad aver raggiunto il terzo posto nelle tendenze serbe su YouTube ed essere entrata nelle classifiche in Austria e Germania, le ha permesso di continuare la collaborazione con Generacija Zed. Pochi mesi dopo, il 7 maggio 2021, ha presentato Da li si che in meno di cinque giorni ha conquistato la prima posizione nel trend in Serbia.
Zera ha inoltre registrato delle parti vocali per le canzoni: Bebo 2 e Bibi di Nucci e Super, Leto, Mami nije rekla e Cik pogodi di Popov. Oltre a ciò, ha scritto il testo del brano Nebo per il gruppo Đogani.

## Discografia

### Album dal vivo
- 2022 – Zera: Music Week
- 2023 – Zera: Belgrade Music Week 2023

### Singoli

#### Come artista principale
- 2020 – Do zore
- 2021 – Da li si
- 2021 – Zove
- 2021 – Namerno (con Maleni)
- 2022 – Lala
- 2022 – Iz subote u petak
- 2022 – Olako
- 2022 – Papa
- 2022 – Baraba
- 2022 – Kalaši
- 2022 – Lepadasy (con Inas)
- 2023 – Nad****a
- 2023 – Tvoje ime (con Henny)
- 2023 – Frauen (con Nucci)
- 2023 – Alkohol i disko
- 2023 – Ccuti (con Desingerica)
- 2024 – Prezime (con Darko Lazić)
- 2024 – Majmun
- 2024 – Zlatna ribica
- 2024 – Četvrtak (con Lacku)
- 2024 – Popstar (con Cvija)
- 2024 – Ccrno (con Desingerica e Pajak)
- 2024 – Sestre
- 2025 – Žena za sva vremena (con Biba)
- 2025 – Tut Tut

#### Come artista ospite
- 2022 – Moj broj (Rasta feat. Zera)

## Riconoscimenti
- Music Awards Ceremony
  - 2023 – Candidatura al numero trap dei Balcani per Baraba
  - 2023 – Candidatura al video virale per Baraba
  - 2023 – Candidatura al video musicale per Baraba
  - 2023 – Candidatura alla collaborazione new age dell'anno per Moj broj